# ستيف إنغل
ستيف إنغل (بالإنجليزية: Steve Ingle)‏ هو لاعب كرة قدم بريطاني في مركز ظهير ‏، ولد في 22 أكتوبر 1946 في Manningham, Bradford ‏ في المملكة المتحدة، وتوفي في ديسمبر 2020 في جنوب أفريقيا بسبب مرض فيروس كورونا 2019. لعب مع برادفورد سيتي وستوكبورت كونتي ونادي دارلنجتون ونادي ريكسهام ونادي ساوثبورت ونادي ساوثيند يونايتد.